# Brachy
Brachy – miejscowość i gmina we Francji, w regionie Normandia, w departamencie Sekwana Nadmorska.
Według danych na rok 1990 gminę zamieszkiwało 661 osób, a gęstość zaludnienia wynosiła 59 osób/km² (wśród 1421 gmin Górnej Normandii Brachy plasuje się na 360. miejscu pod względem liczby ludności, natomiast pod względem powierzchni na miejscu 282.).